# Hagshults flygbas
Hagshults flygbas (IATA: -, ICAO: ESMV) är en militär flygplats tillhörande Försvarsmakten och ligger ca 13 km nordost om Värnamo i  Småland.

## Historik
Efter att flygbasen stängdes för renovering 2006 kom den att återinvigas den 11 november 2008 efter att renoverats och försetts med ny drivmedelsanläggning samt dränering av bansystemet, då banan tidigare hade problem med vatten. Anläggningen var vid invigningen en av Europas modernaste flygbaser och tillhör F 17 Kallinge.
Svenska medier rapporterade den 2 februari 2016 om att NATO bekräftat att Ryssland verkligen hade övat angrepp med kärnvapen mot Sverige den 29 mars 2013 (den så kallade "ryska påsken"-incidenten), och att ett av de två målen som simulerades med kärnladdningsinsatser sannolikt var Hagshults flygbas.

## Verksamhet
Flygbasen ligger cirka 15 kilometer ifrån Skillingaryds skjutfält vilket gör att utveckling av de två områdena går hand i hand, då man till exempel övar med att flyga in förband från Hagshult till Skillingaryd, då detta är ett koncept som ofta används vid internationella insatser. Vidare används flygbasen för att öva större delar av Blekinge flygflottilj för att höja förmågan för att delta i nationella och internationella insatser.